# Амелічкін Іван Іванович
Іван Іванович Амелічкін (рос. Иван Иванович Амеличкин) — радянський боксер, тренер і суддя. Майстер спорту СРСР. Заслужений тренер РРФСР. Суддя всесоюзної категорії.

## Життєпис
Учасник німецько-радянської війни: електрик вузла зв'язку наркомату ВМФ СРСР, старший червонофлотець.
У 1944 році на X чемпіонаті СРСР з боксу в Москві, виступаючи за команду ВМФ, здобув бронзову медаль у середній вазі.
Після завершення спортивної кар'єри перейшов на тренерську роботу. Серед його учнів, зокрема, і дворазовий чемпіон СРСР Анатолій Камнєв.